# مارتي جليكمان
مارتي جليكمان (بالإنجليزية: Marty Glickman)‏ هو معلق رياضي أمريكي، ولد في 14 أغسطس 1917 في ذا برونكس في الولايات المتحدة، وتوفي في 3 يناير 2001 في مانهاتن في الولايات المتحدة.